# Aeolochroma angustifascia
Aeolochroma angustifascia är en fjärilsart som beskrevs av Louis Beethoven Prout 1916. Aeolochroma angustifascia ingår i släktet Aeolochroma och familjen mätare. Inga underarter finns listade i Catalogue of Life.